# Pridvorci (miasto Trebinje)
Pridvorci (cyr. Придворци) – wieś w Bośni i Hercegowinie, w Republice Serbskiej, w mieście Trebinje. W 2013 roku liczyła 632 mieszkańców.